# Vietnám hívójelkörzetei
Vietnám jelenleg (2024) nincs felosztva hívójelkörzetekre.
Vietnám számára az ITU a 3W, XV hívójelprefixet határozta meg.
| Prefix | Körzet | Hely/jelleg | ITU zóna | CQ zóna | 1 szintű QTH lokátor |
| ------ | ------ | ----------- | -------- | ------- | -------------------- |
| 3W     | [0..9] | Vietnám     | 49       | 26      | OL, OK, OJ           |
| XV     | [0..9] | Vietnám     | 49       | 26      | OL, OK, OJ           |

## Lajstromjel
Vízi és légi járművek lajstromjelezéséhez a hívójelprefix tartományoktól eltérően a VN prefixet használják.